# Europees kampioenschap voetbal 2020 (Groep F) Frankrijk - Duitsland
Dit artikel gaat over de wedstrijd in de groepsfase in groep F tussen Frankrijk en Duitsland die gespeeld werd op dinsdag 15 juni 2021 tijdens het Europees kampioenschap voetbal 2020. Het duel was de twaalfde wedstrijd van het toernooi.

## Voorafgaand aan de wedstrijd
- Frankrijk stond bij aanvang van het toernooi op de tweede plaats van de FIFA-wereldranglijst.[1]
- Duitsland stond bij aanvang van het toernooi op de twaalfde plaats van de FIFA-wereldranglijst.[2]
- De confrontatie tussen de nationale elftallen van Frankrijk en Duitsland vond 31 maal eerder plaats.[3]
- Het duel vond plaats in de Allianz Arena in München, Duitsland. Dit stadion werd in 2005 geopend.

## Wedstrijdgegevens[4]
| Datum                | 15 juni 2021 | 15 juni 2021 |
| Wedstrijdnummer      | 12 | 12 |
| Stadion              | Allianz Arena, München, Duitsland                                                                                      | Allianz Arena, München, Duitsland                                                                                      |
| Toeschouwers         | 13.000 | 13.000 |
| Scheidsrechter       | Carlos del Cerro Grande                                                                                                | Carlos del Cerro Grande                                                                                                |
| Assistenten          | Juan Carlos Yuste Jiménez Roberto Alonso Fernández                                                                     | Juan Carlos Yuste Jiménez Roberto Alonso Fernández                                                                     |
| Vierde official      | Srđan Jovanović | Srđan Jovanović |
| Videoscheidsrechters | Juan Martínez Munuera José María Sánchez Martínez (assistent) Iñigo Prieto (assistent) Alejandro Hernández (assistent) | Juan Martínez Munuera José María Sánchez Martínez (assistent) Iñigo Prieto (assistent) Alejandro Hernández (assistent) |
| Man van de wedstrijd | Paul Pogba | Paul Pogba |
|                      | Frankrijk | Duitsland |
| Doelpunten           | 1 | 0 |
| Gele kaarten         | 0 | 1 |
| Rode kaarten         | 0 | 0 |
| Wissels              | 2 | 4 |
| Schoten op doel      | 1 | 1 |
| Schoten naast doel   | 3 | 9 |
| Overtredingen        | 7 | 10 |
| Hoekschoppen         | 3 | 5 |
| Buitenspel           | 4 | 2 |
| Balbezit (%)         | 42% | 58% |

| Frankrijk | 1 – 0        | Duitsland |
| Mats Hummels 20' (e.d.) | goals        | |
| Didier Deschamps | bondscoach   | Joachim Löw |
| Hugo Lloris Benjamin Pavard Presnel Kimpembe Raphaël Varane Paul Pogba Antoine Griezmann Kylian Mbappé N'Golo Kanté Adrien Rabiot 90+5' Karim Benzema 89' Lucas Hernández | opstellingen | Manuel Neuer Antonio Rüdiger 88' Matthias Ginter Mats Hummels Joshua Kimmich 74' Kai Havertz Toni Kroos 74' Serge Gnabry 88' Robin Gosens İlkay Gündoğan Thomas Müller |
| Corentin Tolisso 89' Ousmane Dembélé 90+5' | wissels      | 74' Timo Werner 74' Leroy Sané 88' Kevin Volland 88' Emre Can |
| | gele kaarten | 7' Joshua Kimmich |